# 魔法少年☆ワイルドバージン
『魔法少年☆ワイルドバージン』（まほうしょうねん・ワイルドバージン）は、2019年12月6日公開の日本の映画。監督は宇賀那健一。主演は前野朋哉で、佐野ひなこ、芹澤興人が共演する。
「童貞のまま30歳を迎えると魔法使いになれる」というジョークをモチーフとしたラブコメファンタジー映画。
2019年12月6日から新宿バルト9と梅田ブルク7の2館で1週間限定上映の予定だったが、各館とも19日まで上映が延長された（梅田ブルク7は延長後は平日のみ）。その後、翌2020年は池袋シネマ・ロサ、宇都宮ヒカリ座、シネマスコーレ、元町映画館で上映。
2020年10月2日、ギャガよりDVD版の発売、レンタル及び配信が開始。

## あらすじ
保険会社に勤める星村幹夫（前野朋哉）は何をやってもうまく行かず、営業成績はいつも最下位、彼女いない歴＝年齢で29歳にして童貞、後輩からも馬鹿にされる日々を送っていた。唯一親しくしてくれるのは同僚の月野雅臣（芹澤興人）だけだった。
ある日、秋山雪乃（佐野ひなこ）という女性が入社してくる。かわいくてまじめで、うだつの上がらない星村にも優しく接し、更にヒーローの「ワイルドバージニア」のファンという共通点もある秋山に、星村は恋心を抱くようになる。星村が30歳を迎える前日、秋山の歓迎会が執り行われた。しかし、その歓迎会の最中、秋山が上司の小池誠二郎（濱津隆之）にセクハラを受けているところを星村が発見。星村は小池に歯向かうも返り討ちにあってしまう。そんな場に突然、マントヒヒが叫びながらやってきて、星村と秋山は訳も分からずマントヒヒから逃走。気がつくとラブホテルの中に逃げ込んでいた。そして、0時になった瞬間、星村を金色の光が包む。

## キャスト
- 星村幹夫：前野朋哉 - 保険会社に勤めるうだつの上がらないサラリーマン[3]
- 秋山雪乃：佐野ひなこ - 幹夫と雅臣の会社に入社してくるOL[3]
- 月野雅臣：芹澤興人 - 幹夫の同僚[3]
- 小島彩花：田中真琴 - 幹夫と雅臣に助けられる美少女[6]
- 小池誠二郎：濱津隆之 - パワハラを働く幹夫と雅臣の上司[6]
- 高橋：斎藤工 - 伝説の童貞魔法使い[6]
- 日野健司：水石亜飛夢 - 幹夫らの後輩
- 朝井満：二見悠 - 幹夫らの後輩
- 東恵梨香：詩歩 - 幹夫らの後輩

## スタッフ
- 企画・監督：宇賀那健一
- プロデューサー：司慎一郎、小野川浩幸
- 共同プロデューサー：小美野昌史
- 音楽：小野川浩幸
- 製作：cinepoison
- 制作：株式会社Vandalism
- 脚本：宇賀那健一、今田健太郎、今村竜士
- 撮影：八重樫肇春
- 照明：加藤大輝
- 録音：Keefar
- 助監督：平波亘
- 美術：岡田匡未
- スタイリスト：松田稜平
- ヘアメイク：中村まみ
- 特殊造形：土肥良成
- VFX：若松みゆき
- スチール：内堀義之
- ラインプロデューサー：鈴木徳至
- 編集：小美野昌史
- 整音・効果：紫藤佑弥
- キャスティング協力：當間咲耶香（スカリー株式会社）
- 主題歌：「みんなもともと精子」忘れらんねえよ